# محمد الجنيدي
محمد الجنيدي (3 أغسطس 1922 - 4 أغسطس 1969)، مطرب ومونولوجست وممثل مصري، بدأ نشاطه الفني في نهاية الثلاثينيات وعمل بالسينما المصرية في منتصف الأربعينيات، حيث شارك بالعديد من الأفلام.
استمر نشاطه السينمائي وخلال 20 سنة تقريباً اشترك في 14 فيلماً.

## أعماله
- فيلم «البيه المزيف» للمخرج إبراهيم لاما عام 1945[6]
- فيلم «ملكة الجمال» للمخرج توجو مزراحي عام 1946[7]
- فيلم «عروسة للإيجار» للمخرج فريد الجندي عام 1946[8]
- فيلم «بنت الشرق» للمخرج إبراهيم لاما عام 1946[9]
- فيلم «كنز السعادة» للمخرج إبراهيم لاما عام 1947[10]
- فيلم «ابن الفلاح» للمخرج عبد الفتاح حسن عام 1948[11]
- فيلم «أسير العيون» للمخرج إبراهيم حلمي عام 1949[12]
- فيلم «مكتب الغرام» للمخرج حسن حلمي عام 1950[13]
- فيلم «أفراح» للمخرج نيازي مصطفى عام 1950[14]
- فيلم «عاصفة في الربيع» للمخرج إبراهيم لاما عام 1951[15]
- فيلم «حماتي قنبلة ذرية» للمخرج حلمي رفلة عام 1951[16]
- فيلم «كأس العذاب» للمخرج حسن الإمام عام 1952[17]
- فيلم «لواحظ» للمخرج حسن الإمام عام 1957[18]
- فيلم «حديث المدينة» للمخرج كمال عطية عام 1964[19]

## وصلات خارجية
- محمد الجنيدي
- محمد الجنيدي
- محمد الجنيدي

{
{شريط بوابات|تمثيل|أعلام|سينما|موسيقى|مصر|القرن 20|السينما المصرية}}